# リスとハリネズミ
リスとハリネズミ（英語: Squirrel and Hedgehog、朝鮮語: 다람이와 고슴도치）は、朝鮮民主主義人民共和国のテレビアニメ。SEKスタジオによって制作され、1977年から2012年にかけて朝鮮中央テレビで放送された。
戦争、銃撃、殺人、スパイ活動といった現代社会において邪道と捉えられる表現が多く含まれているが、北朝鮮では子供向けアニメである。

## 登場人物と軍勢
コトドンサン（꽃동산）
- クムセギ（금색이）

シマリスの姿をした本作の主人公。コトドンサンの勧誘員、及びスパイ。弟のバムセギと共に、イタチ軍団、オオカミ軍団による攻撃からコトドンサンを守る軍人である。イタチ軍のムルマンチョとは特に敵対関係であるが、いつもクムセギが勝利するほどの実力者である。
- バムセギ（밤색이）

シーズン2から登場。クムセギの弟。
- チュダラミ（줄다람이）

クムセギの戦友。コトドンサンを狙うイタチ軍団、オオカミ軍団に対抗して戦う軍人。クムセギと共に、いつも勧誘とスパイ活動をしている。イタチ軍団を壊滅させるために、イタチ軍団の副官としてスパイ潜入し、大活躍を繰り広げた功績もある。
- ハリネズミの勧誘員 （고슴도치 정찰병）

ハリネズミの軍人、及びスパイ。イタチ軍団の秘密兵器を破壊した後、自ら自決し、コトドンサンを脅威から救った功績を持つ。特にシリーズの前半で登場する。
- ウンドッチ（은도치）

戦死したハリネズミの勧誘員の弟。バムセギの戦友。
- ハリネズミ隊長（고슴도치 부대장）、リス隊長（다람이 부대장）
- モル博士（두더지 박사）

シーズン2から登場するモルモットの姿をした博士。コトドンサンの地質学を研究しており、バムセギを助手に置いている。
イタチ軍団（족제비 군단）
- イタチ大将（족제비 대장）

イタチ軍の最高司令官。非常に狡猾で戦略的な人物として描かれている。コトドンサンを攻撃し、住民を奴隷にしようと企んでいるが、いつもスパイのクムセギに妨害され失敗する。シーズン1の26話では、自ら開発した毒キノコ爆弾を誤ってイタチ軍団に誤爆してしまい、空中で爆死してしまうエピソードがある。
- ムルマンチョ（물망초）

イタチ大将の参謀。イタチ大将と共に、コトドンサンを征服しようとするが、イタチ軍団の敗北により失敗に終わった。しかしムルマンチョは粘り強く生き残り、拠点をオオカミ軍団に移し、コトドンサンを攻撃し続ける。特に優れた能力はないが、本人の粘り強い根性と狡猾な性格、しつこい攻撃も相まって、クムセギらをいつも苦しめている。視力はとても悪く、メガネがなければ手元もまともに見えないほど弱点が多い。ムルマンチョ（물망초）という名前は、北朝鮮においてメガネをかけた者に対する侮蔑の意味として用いられる。後にクムセギとの戦いでしっぽを失ってしまった。
- ウェギパリ（외귀팔이）

耳のないネズミ。ムルマンチョの手下。上辺だけはムルマンチョに従順なふりをするが、実は大きく反感を持っている。
- ムルサジョ（물사조）

ムルマンチョの手下。14話で爆死する。
- 黒イタチ（검은 족제비）
- フェレット博士（흰 족제비 박사）

オオカミ軍団（승냥이 군단）
- オオカミ大将（승냥이 대장）

シーズン2から登場するオオカミ軍団の最高司令官。キツネ将校、イタチ補佐官と共に、コトドンサンの征服を企んでいる。
- キツネ将校（여우 장교）

オオカミ大将の副官であり、秘書でもある。2020年頃には、セクシーな見た目、声、仕草などがアメリカのファンに評価され、「Lt. Fox Vixen」の愛称で様々なファンアートが描かれるほどの人気を博した。
- イタチ補佐官（족제비 보좌관）

イタチ軍団出身、イタチ大将の弟である。オオカミ大将の補佐官を務める。イタチ軍団が壊滅した時は、オオカミ軍団に派遣されていたため生き延びることができた。

## 声優
- クムセギ：不明（エピソード1、2～4）→ウォン・ジョンソク（エピソード5～31）→ホ・ギョンフイ（エピソード32）
- チュダラミ：不明（エピソード4）→キム・テリョン（エピソード10～13、17）→ウォン・ジョンソク（エピソード14、15）→リム・ボクフイ（エピソード19～）
- バムセギ：リム・アンヨン
- ハリネズミの勧誘員：不明（エピソード1～4）→クォンニョンジュ
- ウンドッチ：チェ・ヒョンハ
- モル博士：キム・タエホング
- イタチ大將：キム・タエホング
- ムルマンチョ：不明（エピソード7～11）→キム・テリョン（エピソード6、12～26）→ウォン・ジョンソク（エピソード27）→リム・ボクフイ（エピソード28～）
- Oegwipali：クォンニョンジュ（エピソード8～26）→イ・ウンジュ（エピソード27）
- フェレット博士：キム・タエホング
- オオカミ大將/ケオテオ大將：不明（エピソード27、28）→キム・ヨンチョル（エピソード31～）
- イタチ助手：キム・テホン（第27話）→ソン・ヨンチョル（第31話～）
- キツネ将校/中尉、キツネスパイ員：リム・ウンヨン

## エピソード
| No. | タイトル 朝鮮語        | タイトル 英語                      | 監督                        | 脚本                        | 音楽                           | 放送日         |
| --- | ---------------------- | ---------------------------------- | --------------------------- | --------------------------- | ------------------------------ | -------------- |
| 1   | 다람이가 찾은 교훈     | The Lesson for Squirrel            | Kim Jun-Ok                  | Kim Jun-Ok                  | Kim Jun-Ok, Kim Myong-Hui      | 1977年         |
| 2   | 족제비네 소굴에서      | In the Den of Weasels              | Kim Jun-Ok                  | Kim Jun-Ok                  | Kim Myong-Hui                  | 1978-1979年    |
| 3   | 다람이의 복수전        | The revenge battle of the Squirrel | Kim Jun-Ok                  | Kim Jun-Ok                  | Kim Myong-Hui                  | 1980-1981年    |
| 4   | 정찰병 금색다람이      | The Scout, Gold Squirrel           | Kim Jun-Ok                  | Kim Jun-Ok                  | Kim Myong-Hui                  | 1982-1983年    |
| 5   | 끝나지 않은 싸움       | The Continued Battle               | Kim Kwang-Song              | Kim Hwa-Song, Ri Yong-Chun  | Paek In-Song                   | 1997年2月8日   |
| 6   | 금색이가 날린 전파     | A Message sent by Gold Squirrel    | Kim Yong-Chol               | Kim Hwa-Song, Ri Yong-Chun  | Kim Myong-Hui, Han Sang-Chol   | 1997年9月29日  |
| 7   | 독거미굴의 비밀        | The Secret of the Wolf Spider Cave | Kim Yong-Chol               | Kim Hwa-Song, Ri Yeong-Chun | Kim Myong-Hui, Ham Chol        | 1997年12月13日 |
| 8   | 돌산으로 날아간 특사   | Envoy to Mt.Rock                   | Kim Yong-Chol               | Kim Hwa-Song, Ri Yong-Chun  | Kim Myong-Hui, Ham Chol        | 1998年3月21日  |
| 9   | 고슴도치의 위훈        | The Great Service of Hedgehog      | Kim Yong-Chol               | Kim Hwa-Song, Ri Yong-Chun  | Kim Myong-Hui, Ham Chol        | 1998年6月12日  |
| 10  | 돌산에서의 결전        | A Battle at Mt.Rock                | Kim Yong-Chol               | Kim Hwa-Song, Ri Yong-Chun  | Kim Myong-Hui, Ham Chol        | 1998年9月1日   |
| 11  | 검은 열쇠              | Black Key                          | Kim Yong-Chol               | Kim Hwa-Song, Ri Yong-Chun  | Kim Myong-Hui, Ham Chol        | 1998年10月30日 |
| 12  | 위험한 적수            | A Dangerous Enemy                  | Kim Yong-Chol               | Kim Hwa-Song, Ri Yong-Chun  | Kim Myong-Hui, Ham Chol        | 1998年12月23日 |
| 13  | 비밀문건               | Secret Document                    | Kim Yong-Chol               | Kim Hwa-Song, Ri Yong-Chun  | Kim Myong-Hui, Ham Chol        | 1999年2月2日   |
| 14  | 적후에서의 한순간      | A Moment in the Enemy Rear         | Kim Kwang-Song              | Kim Hwa-Song, Ri Yong-Chun  | Kim Myong-Hui, Ham Chol        | 1999年6月9日   |
| 15  | 흰눈작전               | White Snow Operation               | Kim Kwang-Song, Do Chol     | Kim Hwa-Song, Ri Yong-Chun  | Kim Myong-Hui, Ham Chol        | 1999年7月3日   |
| 16  | 흰눈작전은 계속 된다   | White Snow Operation Continues     | Kim Yong-Chol               | Kim Hwa-Song, Ri Yong-Chun  | Kim Myong-Hui, Ham Chol        | 1999年9月18日  |
| 17  | <방울꽃>은 보고한다    | "Pangulggot" Reports               | Do Chol, Kim Yong-Chol      | Kim Hwa-Song, Ri Yong-Chun  | Kim Myong-Hui, Ham Chol        | 2000年9月20日  |
| 18  | 파도를 헤치고          | Through the Waves                  | O Sin-Hyok                  | Kim Hwa-Song                | Kim Myong-Hui, Ham Chol        | 2000年11月30日 |
| 19  | 무서운 음모            | A Hideous Plot                     | Kim Yong-Chol, Yun Yong-Gil | Ri Yong-Chun                | Kim Myong-Hee, Ham Chol        | 2001年4月1日   |
| 20  | 밤하늘에 울린 폭음     | An Explosion At Night              | Kim Yong-Chol, Ri Sok-Hun   | Kim Hwa-Song, Ri Yong-Chun  | Kim Myong-Hui, Ham Chol        | 2001年11月25日 |
| 21  | 원수는 살아있다        | The Enemies are Alive              | O Sin-Hyok                  | Kim Hwa-Song, Ri Yong-Chun  | Kim Myong-Hui, Ham Chol        | 2002年6月25日  |
| 22  | 보석목걸이를 찾아서    | Searching For the Jewel Necklace   | Yun Yong-Gil                | Kim Hwa-Song, Ri Yong-Chun  | Kim Myong-Hui, Ham Chol        | 2002年12月24日 |
| 23  | 철갑상어 기지에서      | At the "Sturgeon" Base             | Yun Yong-Gil                | Kim Hwa-Song, Ri Yong-Chun  | Kim Myong-Hui, Ham Chol        | 2003年5月5日   |
| 24  | 위험을 맞받아          | Against The Danger                 | O Sin-Hyok, Gye Hun         | Kim Hwa-Song, Ri Yong-Chun  | Kim Myong-Hui, Ham Chol        | 2003年7月10日  |
| 25  | 벼락작전               | "Thunder" Operation                | Yun Yong-Gil                | Kim Hwa-Song, Ri Yong-Chun  | Kim Myong-Hui, Ham Chol        | 2004年11月28日 |
| 26  | 불길속의 방울꽃        | "Pangulggot" in the Flames         | O Sin-Hyok                  | Kim Hwa-Song, Ri Yong-Chun  | Kim Myong-Hui, Ham Chol        | 2005年1月2日   |
| 27  | <올가미> 작전          | "Noose" Operation                  | O Sin-Hyok                  | Choe In-Song                | Kim Myong-Hui, Ham Chol        | 2006年12月27日 |
| 28  | 두더지 박사의 비밀문건 | The Secret Document of Dr. Mole    | O Sin-Hyok                  | Kim Hwa-Song                | Kim Myong-Hui, Ham Chol        | 2008年1月1日   |
| 29  | 흰 족제비 소굴에서     | In the Den of White Weasel         | Oh Sin-Hyok                 | Kim Hwa-Song                | Kim Myong-Hui, Ham Chol        | 2008年8月25日  |
| 30  | 원수를 맞받아          | Against the Enemies                | Ri Chol                     | Choe In-Song                | Kim Myong-Hui, Ham Chol        | 2010年10月17日 |
| 31  | 승냥이 소굴에로        | To the Den of the Wolf Unit        | Ri Chol                     | Choe In-Song                | Kim Myong-Hui, Ham Chol        | 2011年2月17日  |
| 32  | 원수는 간악하다        | Enemies are vicious                | Ri Chol                     | Choe In-Song                | Kim Myong-Hui, Jong Pyong-Chol | 2012年6月6日   |

## 評価
北朝鮮国外の批評家によれば、リスとハリネズミが北朝鮮人、ネズミが韓国人、イタチが日本人、オオカミがアメリカ人として表現されているのではないかと推測されている。
国家間の関係をなぞらえて表現しているという主張もある。しかしこのような寓意的な表現は作中で明らかにされる事はなく、SEKスタジオ側も「そのような解釈は真実ではない」と否定した。このアニメの真の目的は、子供たちに愛、友情、愛国心を教育するために作成したものだと主張している。しかしSEKスタジオの内部のスタッフからは、「イタチ、ネズミ、オオカミは外国の侵略者（帝国主義者）を象徴している」という声もある。